# Македонска књижевност
Литература Северне Македоније (мкд. македонска книжевност) започиње Охридском књижевном школом у Првом бугарском царству 886. Ова прва писана дела на дијалектима старословенског језика била су религиозна. Школу је основао Климент Охридски. Македонска рецесија у то време је била део старословенског језика и није представљала један регионални дијалект већ уопштени облик јужнословенског језика. Стандардизација македонског језика у 20. веку пружила је темељ за даљи развој модерне македонске књижевности и овај период је најбогатији у историји саме књижевности.

## Историја
Македонски језик није био званично признат до успостављања Македоније као конститутивне републике комунистичке Југославије 1946. Крсте Петков Мисирков је у Za Makedonskite raboti (1903) и у књижевном часопису Vardar (основан 1905) помогао да се створе темељи македонског језика и књижевности. Те напоре је наставио Коста Рацин и после Првог светског рата, који је углавном писао поезију на македонском језику и пропагирао је у књижевним часописима 1930-их. Рацинове песме у Beli mugri (1939), које укључују многе елементе усмене народне поезије, је влада забрањивала пре Другог светског рата. Неки писци, попут Коле Неделковског, су радили и објављивали у иностранству због политичког притиска.

## Периоди
Македонска академија наука и уметности дели књижевност на три велика раздобља, која су подељена на додатна. Периоди македонске књижевности су:
- Стара македонска књижевност — 9. до 18. века[7]
  - Од увођења хришћанства до турске инвазије — 9. до 14. века
  - Од турске инвазије до почетка 18. века
- Нова македонска књижевност — 1802. до 1944.
  - период националног буђења
  - револуционарни период
  - међуратни књижевни период
- Савремена македонска књижевност — 1944—данас

## Савремена књижевност
После Другог светског рата, под новом југословенском Социјалистичком Републиком Македонијом, ученик Блаже Конески и други су били задужени да стандардизују македонски као службени књижевни језик. Са овом новом слободом писања и објављивања на матерњем језику, Социјалистичка Република Македоније је имала многе књижевне личности у послератном периоду. Поезија је била заступљена у делу Аце Шопова, Славка Јаневског, Блаже Конеског и Гана Тодоровског. Јаневски је такође био угледни прозни писац и аутор првог македонског романа Selo zad sedumte jaseni (1952). Његово најамбициозније дело био је циклус од шест делова који се бави македонском историјом и укључује Tvrdoglavi (1965), роман који артикулише митове и легенде македонског народа о памћењу и тумачењу њихове историје. Предратни драмски писци, попут Васила Иљоског, наставили су да пишу, а позориште су окрепили нови драматичари, попут Кола Чашула, Томе Арсовског и Горана Стефановског. Чашуле је написао и неколико романа. Главна тема његовог дела је пораз идеалиста и идеализма. Његова представа Crnila (1960) говори о убиству вође унутрашње македонске револуционарне организације почетком 20. века од стране других активиста организације.
Међу најпознатијим писцима прозе је Живко Чинго, чије збирке објављује Paskvelija (1962) и Nova Paskvelija (1965), говоре о замишљеној земљи у којој се дешавају сукоби и интеракције између старих традиција и револуционарне свести. Његов роман Golemata voda (1971) се дешава у сиротишту, приказујући величанственост и тугу детињства. Међу значајним писцима су Влада Урошевић (Sonuvacot i prazninata 1979) и Јован Павловски (Sok od prostata 1991).

## Аутори
Неки од познатих аутора који су допринели развоју књижевности су:
- Крсте Петков Мисирков — писац, слависта и филолог[8]
- Ацо Шопов — песник и писац
- Ђорђе Пуљевски — писац и политички активиста[9]
- Гане Тодоровски — писац, песник и академик
- Кочо Рацин — писац и песник
- Коле Неделковски — песник
- Војдан Чернодрински — писац[10]
- Васил Иљоски — писац
- Блаже Конески — писац
- Кирил Пејчиновик — писац[10]
- Јоаким Крчовски — писац[10]
- Славко Јаневски — писац
- Живко Чинго — писац
- Браћа Миладинови[10]
- Григор Прличев[10]